# Liste der Kulturdenkmäler in Düngenheim
In der Liste der Kulturdenkmäler in Düngenheim sind alle Kulturdenkmäler der rheinland-pfälzischen Ortsgemeinde Düngenheim aufgeführt. Grundlage ist die Denkmalliste des Landes Rheinland-Pfalz (Stand: 21. September 2023).

## Einzeldenkmäler
| Bezeichnung                   | Lage                                                | Baujahr                           | Beschreibung | Bild                                    |
| ----------------------------- | --------------------------------------------------- | --------------------------------- | --- | --------------------------------------- |
| Schulhaus                     | Hauptstraße 6 Lage                                  | 1830–40                           | ehemalige Schule; Bruchsteinbau, 1830–40, Architekt eventuell Johann Claudius von Lassaulx | BW                                      |
| Franzosenkreuz                | Hauptstraße, bei Nr. 30 Lage                        | 1763                              | Wegekreuz, bezeichnet 1763 | Fotos hochladen                         |
| Katholische Kirche St. Simeon | Kirchstraße Lage                                    | 1738                              | Saalbau, bezeichnet 1738; klassizistischer Westturm, 1846; Querhaus und Chor, Bruchstein, 1921/22; außen: Kreuz, Basalt und Marmor; 16 Kreuzfragmente, Basalt, unter anderem von 1594, 1619, 1635, 1631; neugotisches Kreuz, bezeichnet 1871; fünf Grabplatten, 17. und 18. Jahrhundert; Kriegerdenkmal mit Muttergottesstatue | weitere Bilder Fotos hochladen          |
| Vesperbild                    | Monrealer Straße, gegenüber Nr. 55 Lage             | 18. Jahrhundert                   | in der Wegekapelle: bäuerliches Vesperbild, 18. Jahrhundert | BW                                      |
| Wegekreuz                     | Töpferstraße, bei Nr. 15 Lage                       | 1624                              | Nischenkreuz, Basalt, bezeichnet 1624 | Fotos hochladen                         |
| Wegekreuz                     | Urmersbacher Straße Lage                            | 1694                              | Wegekreuz, Basalt, bezeichnet 1694 | Fotos hochladen                         |
| Wegekreuz                     | Urmersbacher Straße Lage                            | 1686                              | Wegekreuz, bezeichnet 1686 | Fotos hochladen                         |
| Wegekreuz                     | Urmersbacher Straße, am Ortseingang Lage            | 1725                              | Wegekreuz, Basalt, bezeichnet 1725 | Fotos hochladen                         |
| Grenzsteine                   | Urmersbacher Straße, Ecke Hauptstraße Lage          | 1613                              | zwei Grenzsteine, unter anderem von 1613 | BW                                      |
| Grenzstein                    | am Ortseingang                                      | erste Hälfte des 19. Jahrhunderts | Grenzstein, Obeliskenform, erste Hälfte des 19. Jahrhunderts | Direkt Bild zu diesem Denkmal hochladen |
| Wegekreuz                     | nordwestlich des Ortes an der L 98 Lage             |                                   | Wegekreuz, Basalt, roh behauen | Fotos hochladen                         |
| Düngenheimer Mühle            | nordöstlich des Ortes Lage                          |                                   | Mühle und Kapelle | BW                                      |
| Wegekreuz                     | östlich des Ortes                                   | 1639                              | Nischenkreuz, bezeichnet 1639 | Direkt Bild zu diesem Denkmal hochladen |
| Kreuzigungsgruppe             | südlich des Ortes auf dem Friedhof an der L 52 Lage | 18. Jahrhundert                   | Kreuzigungsgruppe, 18. Jahrhundert, in offener Kapelle, 19. Jahrhundert | Fotos hochladen                         |
| Wegekreuz                     | südöstlich des Ortes                                | 18. Jahrhundert                   | Wegekreuz, Basalt, 18. Jahrhundert | Direkt Bild zu diesem Denkmal hochladen |
| Wegekapelle                   | südwestlich des Ortes an der L 52 Lage              | 18. Jahrhundert                   | Wegekapelle; Relief, 18. Jahrhundert | BW                                      |
| Wegekreuz                     | westlich des Ortes an der K 13 Lage                 | 1626                              | Nischenkreuz, Basalt, bezeichnet 1626 | Fotos hochladen                         |
| Wegekreuz                     | westlich des Ortes an der K 13 Lage                 | um 1841                           | Wegekreuz, um 1841 | Fotos hochladen                         |